# Marineschule Stettin
Die Marineschule Stettin war eine provisorische Offiziersschule der Preußischen Marine.

## Geschichte
1851 kehrte das Segelschulschiff Mercur von der ersten großen Auslandsreise eines Schiffes der Preußischen Marine nach Stettin zurück. Die Kadetten wurden in der Frauentor-Kaserne untergebracht. Um eine Offizierschule einzurichten, wurde am Krautmarkt (polnisch Rynek Warzywny – Lage) ein Haus gemietet. Die Schule wurde am 3. November 1851 eröffnet.
Direktor der Schule war Kapitän zur See Johann Otto Donner. Ihm war als sogenannter Studiendirektor der aus der Schleswig-Holsteinischen Marine übernommene Hauptmann Christian Amynt Liebe beigegeben. Er gab Unterricht in Artillerie. Astronomie und Nautik lehrte ein junger Navigationslehrer Lehmann. Schiffbau unterrichtete der Schiffbaumeister Weiß. Angewandte  Maschinentechnik unterrichtete der aus holländischen Diensten kommende Ingenieur Jansen. Der Premierlieutenant Galster unterrichtete Festungsbau sowie Seemannschaft, Englisch und Französisch. Der erste  Marineschulkursus lief in zwei parallelen Hörsälen (Gruppen). Das war möglich, weil im Winter die Schiffe außer Dienst gestellt waren und das Personal zur Verfügung stand. Die unterschiedliche Vorbildung der Schüler wie die teilweise schwachen Leistungen der Lehrer belasteten  den  Unterrichtsablauf; aber ein Anfang war gemacht.
Schlecht war es gerade um den Navigationsunterricht bestellt; denn die  Auxiliaroffiziere – durchweg geprüfte Schiffer und Steuerleute – folgten ihm teilnahmslos, weil sie von der Prüfung in diesem Fach befreit waren. Und die älteren Kadetten in derselben Klasse lernten in  Navigation am meisten durch den  Privatunterricht des  Auxiliaroffiziers Heinrich Köhler, der  später  Konteradmiral wurde. Für die Abschlussprüfung im Frühjahr 1852 waren eigens Bestimmungen erlassen worden. Mit der Abnahme hatte die Marineabteilung des Preußischen Kriegsministeriums eine Kommission betraut. Sie hatte auch bestimmt, dass das Ergebnis der Prüfung bestimmend sein sollte für die Festsetzung des künftigen Dienstalters – eine Maßnahme, die in der preußischen, später  deutschen  Marine  bis  1945 beibehalten  wurde. Nach  dieser ersten  „Seeoffizierhauptprüfung“ in der Geschichte der preußisch-deutschen  Kriegsmarine  wurden  alle  Kursusteilnehmer für die Dauer des Sommers an Bord der vorhandenen Schiffe kommandiert.